# Talinum arnotii
Talinum arnotii är en tvåhjärtbladig växtart som beskrevs av Joseph Dalton Hooker. Talinum arnotii ingår i släktet taliner, och familjen Talinaceae. Inga underarter finns listade i Catalogue of Life.